# Zehn Winter
Der Film Zehn Winter (Originaltitel: Dieci inverni) ist eine italienisch-russische Produktion. Es ist die Regie-Diplomarbeit des italienischen Autors, Drehbuchautors und Regisseurs Valerio Mieli am Centro Sperimentale di Cinematografia. Der Film eröffnete die Festivalsektion Controcampo Italiano bei den 66. Internationalen Filmfestspielen von Venedig vom 2. bis zum 12. September 2009. Erzählt wird die Beziehung zweier Studenten, die über zehn Jahre ihre Liebe entdecken und dabei erwachsen werden. Dabei begleitet sie der überwiegend im winterlichen Venedig spielende Film in zehn Ausschnitten.

## Handlung
Im Winter 1999 geht die achtzehnjährige Camilla aus Valdobbiadene zum Russischstudium nach Venedig und trifft dort im Vaporetto über die Lagune auf den gleichaltrigen Studenten Silvestro. Dieser folgt ihr, verpasst absichtlich das letzte Vaporetto, und bittet Camilla, bei ihr übernachten zu dürfen. Dies ist der Beginn einer Liebe, die langsam wächst und sich erst nach zehn Jahren offenbart, in denen beide reifer geworden sind. Die zehn Momentaufnahmen sind so überraschend wie das Leben. Der Film begleitet beide in ihrem Studienalltag in Venedig, nach Moskau und zu einer ländlichen Hochzeitsfeier in Russland. Sie leben andere Beziehungen, sie bilden eine Wohngemeinschaft. Sie sind von Mal zu Mal Feinde, Freunde, Bekannte, Verliebte. Sie sind sich mal nah, mal entfernen sie sich wieder voneinander. Jeden Winter öffnet sich gleichsam ein Fenster, das Einblick in das Leben der beiden gewährt. Immer kreuzen sich ihre Wege, bis sie erwachsen sind und ihre Liebe erkennen. Schön herausgearbeitet sind die gegensätzlichen Charaktere der beiden Hauptpersonen. Camilla ist strebsam und zurückhaltend, Silvestro freier und widersprüchlicher.
In seinem Film erzählt der Regisseur und promovierte Philosoph Valerio Mieli seine autobiografisch beeinflusste Geschichte „mit Leichtigkeit und einem Zuckerstaub von Poesie“.
Der Film vermeidet das touristische Venedig. Viele Szenen spielen auf dem Wasser. Der Film zeigt Dorsoduro, das Arsenal, den Markusplatz in der Nacht, San Pietro di Castello, den Fischmarkt in Rialto und San Giacomo dall’Orio immer menschenleer im Winter.
Dem Film liegt das gleichnamige Buch des Autors, Drehbuchautors und Regisseurs zugrunde.

## Kritik und Rezeption
Zehn Winter erhielt überwiegend positive Kritiken. So lobte die Presse den Blick auf das alltägliche Venedig. Das Schweizer Kinoportal Cineman hebt die „ausgezeichnet besetzten Hauptrollen“ hervor. „Die Geschichte […] sollte ein größeres Publikum ansprechen.“ Besonders erwähnt wird der „Tiefgang“ des Films „ohne Umschweife und Übertreibung“. „Der Regisseur schenkt uns Pinselstriche reiner Kunst, wie in einem Bild wird die Szene unsterblich.“ Auch die „brillanten Dialoge“ werden hervorgehoben. Der Film wurde 2016 auf MDR und Einsfestival, 2015, 2017 und im Februar 2020 auf ARD gesendet.

## Auszeichnungen
2009 eröffnete der Film die Festivalsektion Controcampo Italiano bei den 66. Internationalen Filmfestspielen von Venedig, 2010 wurde er unter 15 von 743 Filmen für das 22. Tokyo International Film Festival 2010 ausgewählt.
2009 wurden Regisseur und Autor Valerio Mieli und Kameramann Marco Onorato mit dem Preis der Federazione Italiana Cinema d’Essai (FICE) in Mantua und auf dem 32. Festival des italienischen Films in Villerupt mit dem Amilcar-Preis der Jury ausgezeichnet sowie mit dem Exploit Award des Capri Hollywood International Film Festival. 2010 erhielt er den David di Donatello, den Nastro d’Argento für die beste Erstregie, den Francesco Laudadio Preis des Bari International Film Festival (BIF&ST) für den besten Debütfilm, den italienischen Filmpreis Ciak d’oro und wurde auf den Bozener Filmtagen als Bester Spielfilm prämiert.